# Lotsenhaus Seemannshöft

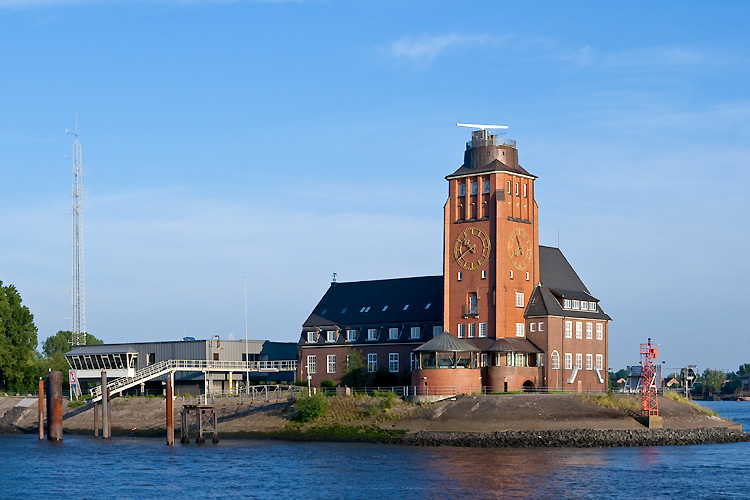
Lotsenhaus Seemannshöft mit nautischer Zentrale (links), Leuchtfeuer Seemannshöft (rechts) und Wachleiterraum vor dem Turm

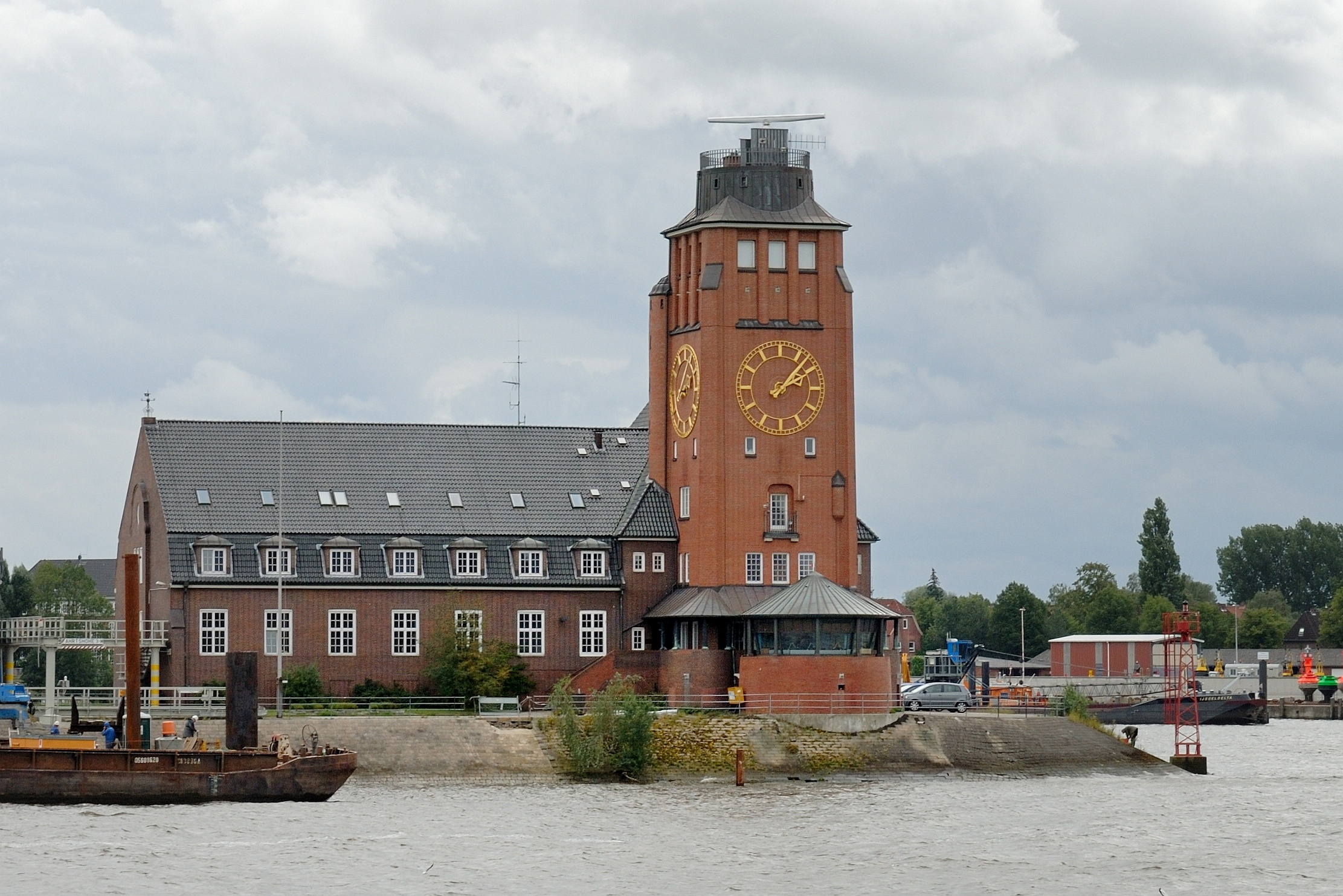
Nordansicht

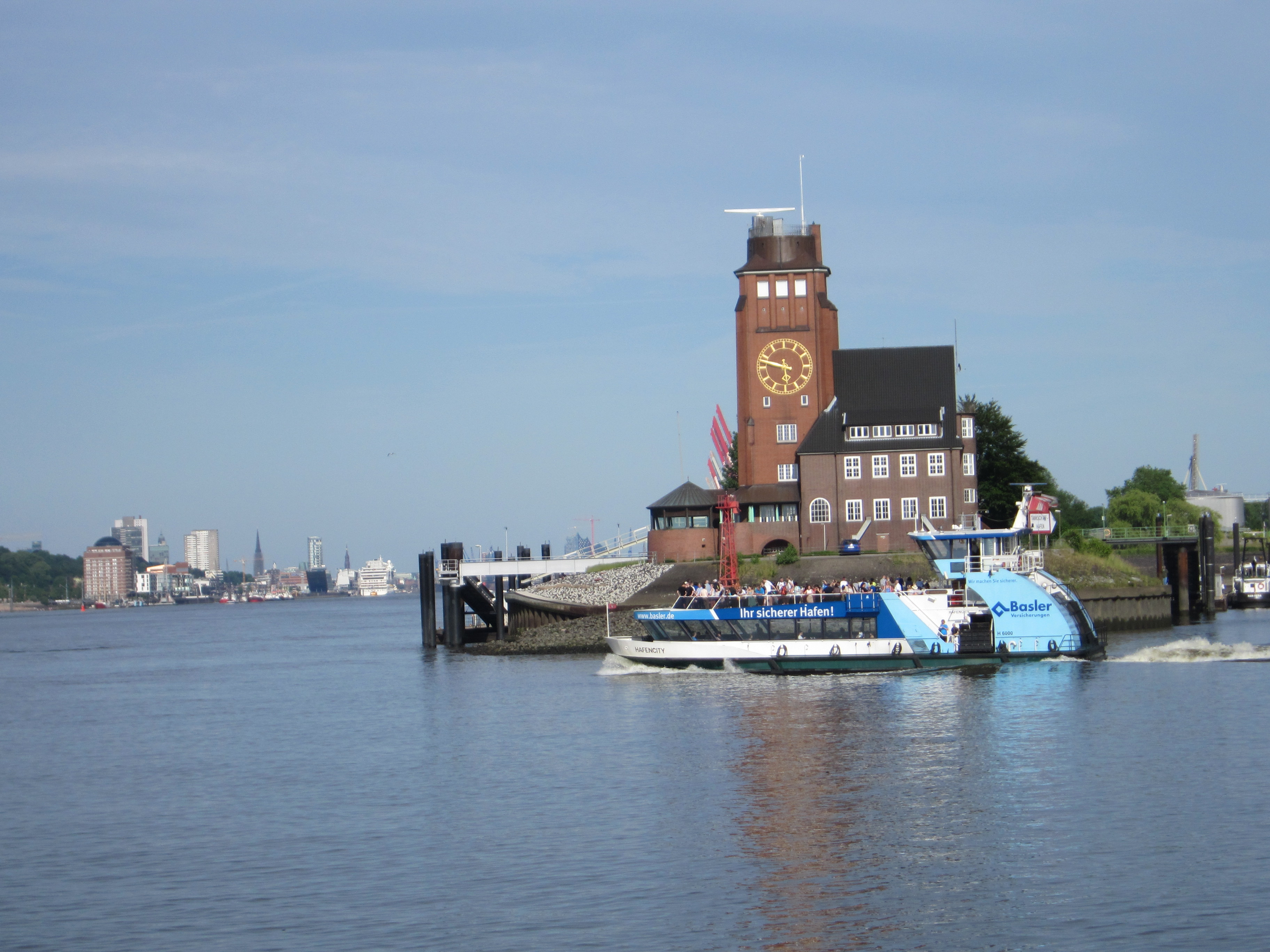
Westansicht

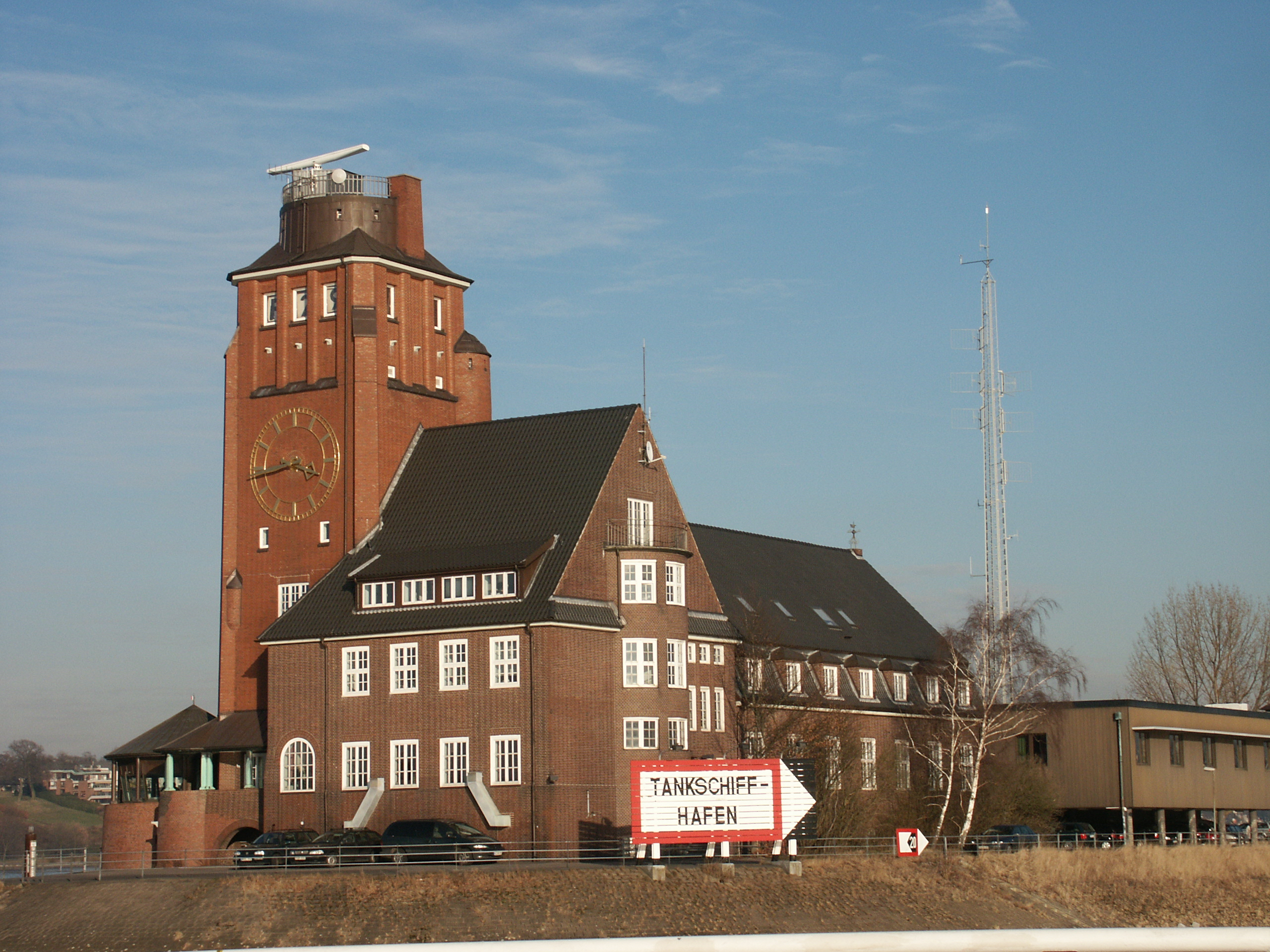
Ansicht von Süd-Westen

Das Lotsenhaus Seemannshöft (Lotsenstation Seemannshöft) ist ein 1914 errichteter Backsteinbau mit dominantem Signal- und Beobachtungsturm auf dem Seemannshöft an der Einfahrt des Hamburger Hafens. Dort sind die Hamburger Hafenlotsen, die Arbeitsgemeinschaft Hamburger Schiffsbefestiger und die nautische Zentrale des Hafens untergebracht. In der Vergangenheit hatte auch der Schiffsmeldedienst dort seinen Sitz.
Das Seemannshöft ist die Spitze einer schmalen Landzunge im Nordwesten des Hamburger Stadtteils Waltershof zwischen dem Köhlfleet, einem schiffbaren Nebenarm (Fleet) der Elbe, und dem Elbe-Hauptstrom. An der äußersten Spitze der Landzunge steht das Leuchtfeuer Seemannshöft.
Das Lotsenhaus entstand während der Erweiterung des Hamburger Hafens nach Westen. Es wurde vom Baudirektor und Leiter des Hochbauwesens Fritz Schumacher entworfen und nach seinen Plänen vom Amt für Strom- und Hafenbau gebaut. Das Bauwerk sollte als ein erstes Wahrzeichen der Stadt die Einfahrt in den Hafen eindrucksvoll bezeichnen. Gleichzeitig musste es die nötigen Räumlichkeiten bereitstellen, um einen Lotsendienst rund um die Uhr gewährleisten zu können.
Das denkmalgeschützte Gebäude wurde vollständig in Backsteinbauweise errichtet. Fritz Schumacher hielt einen dunkel gefugten Klinkerbau besonders geeignet, um dem Hamburger Hafen einen besonderen Charakter voller Kraft und norddeutschem Wesen zu geben. Er war der Meinung, dass das Lotsenhaus diesen Charakter sehr gut zum Ausdruck bringt. Schumacher identifizierte sich zeitlebens mit dem Bauwerk.

„Wenn dann zwischen den Schiffen einzelne Lichter aufflammten, die einfallende Dämmerung alle Dissonanzen aufzulösen begann und das Ganze mehr und mehr zu einem atmenden technischen Wunderwesen zusammenwuchs, wachte der Wunsch mächtig in mir auf, in dieses unbestimmt wogende Gebilde eine feste Masse hineinsetzen zu dürfen, die wie ein unerschütterlicher Wächter darin aufragte.“

## Geschichte

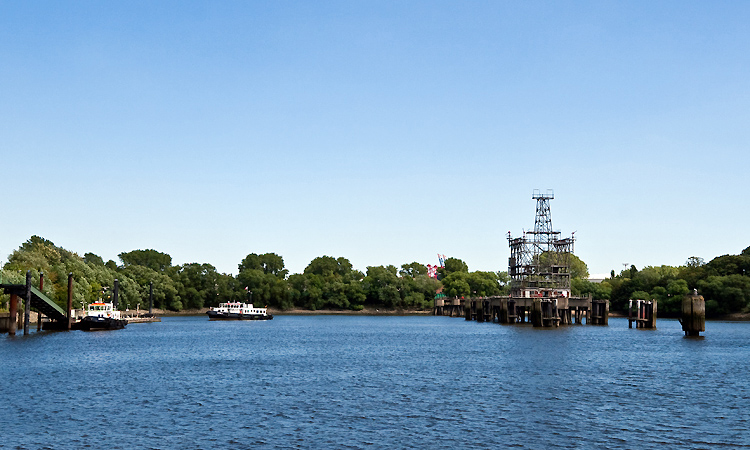
Köhlfleethafen

Anfang des 20. Jahrhunderts wurde der Hamburger Hafen um das Gebiet zwischen dem Köhlbrand und dem Köhlfleet erweitert. In der damaligen Zeit beobachteten die Lotsen von ihrer Station aus die Elbe und fuhren aufkommenden Schiffen entgegen. Die Lotsenstation auf dem Lotsenhöft auf Steinwerder konnte ihren Zweck in einem nach Westen erweiterten Hafen nicht mehr erfüllen. Als Standort für eine neue Lotsenstation wurde das Seemannshöft an der neuen Hafeneinfahrt bestimmt. In den Jahren 1913 und 1914 baute das Amt für Strom- und Hafenbau die Lotsenstation und stellte sie während des Ersten Weltkrieges fertig.
In der Lotsenstation waren während des Ersten Weltkrieges Soldaten stationiert. Anschließend war dort die Seemannsschule untergebracht. Die Hafenlotsen bezogen das Gebäude im Jahre 1925. Den Zweiten Weltkrieg überstand das Lotsenhaus fast unbeschädigt.
In den 1950er Jahren wurde mit dem Aufbau einer landgestützten Kette von Radaranlagen entlang der Elbe begonnen, um die Fahrt bei schlechter Sicht sicherer zu machen. Durch die Radarüberwachung von Land aus konnten die Schiffe auch bei Nebel ein- und auslaufen. Der Betrieb wurde für die Reedereien sicherer und wirtschaftlicher und der Hamburger Hafen konkurrenzfähiger. Die Radarüberwachung des Schiffsverkehrs erfolgte von der Lotsenstation Seemannshöft. Die Lotsen trugen ein UKW-Funksprechgerät bei sich und erhielten ihre Anweisungen von dort. Telefunken hatte in der zweiten Hälfte des Jahres 1953 zur Erprobung eine Decca-Hafenradarlage am Seemannshöft installiert. Den Auftrag für den Bau der weltweit ersten, aus fünf Stationen bestehenden Radar-Bildübertragungskette erhielt das Unternehmen 1958. Die erste Radarantenne wurde am 21. Juni 1960 auf einen Stahlturm am Altonaer Fischereihafen montiert, eine weitere Anlage wurde auf dem Turm des Lotsenhauses installiert. Die Radarkette nahm am 29. August 1962 ihren Betrieb auf. Die Investitionen dafür beliefen sich auf 8,5 Millionen D-Mark.
Im Herbst 1960 wurde mit dem Bau des Köhlfleethafens begonnen. Bis Mitte 1963 wurde am Seemannshöft ein über 200 Meter breites und 13 Meter tiefes Hafenbecken ausgebaggert, in das eine Mittelpier mit einer Ölumschlaganlage und Liegeplätzen für zwei Öltanker gebaut wurden. Das Ausbaggern des Hafenbeckens änderte die Topographie des Seemannshöftes einschneidend und gab ihm seine heutige schmale Gestalt. Der bis 1960 dort ansässige Yachthafen wurde nach Wedel verlegt. Das Lotsenhaus ist seitdem nur über einen Damm von Osten erreichbar.
Die Anzahl der großen Schiffe, die den Hamburger Hafen abhängig von den Gezeiten nur bei Hochwasser anlaufen können, nahm in den 1970er Jahren immer stärker zu. Um den Verkehr auf der Elbe und im Hafen besser koordinieren zu können, wurde von 1975 bis 1977 für 925.000 D-Mark östlich des alten Lotsenhauses ein Neubau errichtet, der die Verkehrslenkungszentrale und die Radarzentrale aufnahm. Die vorhandenen Radaranlagen wurden zwischen 1973 und 1976 modernisiert und weitere in Betrieb genommen, um den Hafen lückenlos überwachen zu können.
Seit April 1977 sind die Hafenlotsen, das nautische Betriebsbüro, die Hafenradar-Zentrale und die Funkstelle Hamburg Port Radio gemeinsam auf dem Seemannshöft untergebracht.
Die Außenwand des Turmes war in den 1980er Jahren undicht geworden. Da das alte Mauerwerk ohne Luftschicht gemauert war, wurde Ende der 1980er Jahre damit begonnen, das Außenmauerwerk des Turmes zu ersetzen. Bis zum Sommer 1994 wurde eine neue Mauerschale vor einer schmalen Luftschicht aufgebracht. Während der Sanierung wurde ein in den 1970er Jahren vor dem Turm gebauter Wachleiterraum abgerissen und durch einen größeren ersetzt.

## Gebäudebeschreibung

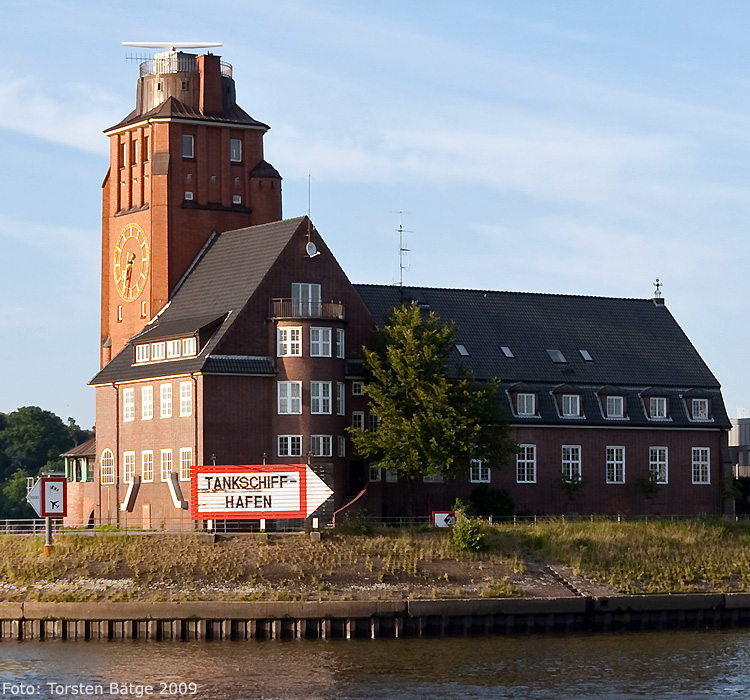
Das Lotsenhaus besteht aus einem einstöckigen Gebäudeflügel mit ausgebautem Dachgeschoss (rechts), einem zweigeschossigen Flügel (vorne) und einem 28 Meter hohen Turm

Das parallel zum Verlauf der Elbe ausgerichtete Lotsenhaus besteht aus einem einstöckigen Gebäudeflügel mit ausgebautem Dachgeschoss, einem weiteren zweistöckigen Flügel und einem 28 Meter hohen Signal- und Beobachtungsturm. Der einstöckige Flügel hat eine rechteckige Grundfläche von 24 m × 16 m, der zweistöckige eine quadratische von 16 m × 16 m. Beide Flügel bilden ein Rechteck, aus dem der Turm mit einer ebenfalls quadratischen Grundfläche von 8 m × 8 m hervortritt. Um das Erdgeschoss des Turmes herum verläuft an drei freien Seiten ein überdachter Umgang. Das Gebäude ist aus rotbraunem Backstein gemauert und mit schwarzen Dachziegeln eingedeckt. Der neue Ziegel des Anfang der 1990er Jahre sanierten Turmes ist etwas rötlicher als der Originalstein. Die Dachhaut des Turmes und der Loggia ist aus Kupfer hergestellt. Die weiß gerahmten Sprossenfenster beider Gebäudeflügel schließen bündig mit den Außenwänden ab. Sämtliche Kellerfenster wurden aus Gründen des Hochwasserschutzes zugemauert.
Im Lotsenhaus sind gegenwärtig neben dem Wachleiterraum Büro- und Konferenzräume sowie ein Aufenthaltsraum untergebracht. In der ersten Etage sind schlicht eingerichtete Schlafräume vorhanden.

### Niedriger Gebäudeflügel
Der eingeschossige Gebäudeflügel hatte 13 Räume, die durch einen langen Flur verbunden waren. In ihm befanden sich die Diensträume des Hafenmeisters, Marinedirektors und Oberhafenmeisters, ein Speisesaal, eine Kleiderablage, Toilette sowie Aufenthalts- und Schlafräume für die Lotsen, Maschinisten und Barkassenmannschaften. Weitere Lotsenschlafräume gab es im Dachgeschoss. Vier Lotsen teilten sich jeweils ein Zimmer, insgesamt konnten 72 Lotsen untergebracht werden.

### Hoher Gebäudeflügel
Im höheren Gebäudeflügel befinden sich der Eingang des Lotsenhauses, ein Flur, der alle Gebäudeteile miteinander verbindet und ein gemeinsames Treppenhaus. Dem Turm gegenüber lag ein Kartenraum, an dessen Wänden eine elf Meter lange Karte des gesamten Hamburger Hafens angebracht war. Um die Karte in voller Größe anbringen zu können, ist der Raum um einige Stufen abgesenkt und die südliche Außenwand rund ausgeführt. Neben dem Kartenraum lagen ein Aufenthaltsraum und ein Schlafzimmer der Hafenmeistergehilfen. Im zweiten Stockwerk befanden sich zwei große Schlafsäle für 20 Matrosen.

### Signal- und Beobachtungsturm

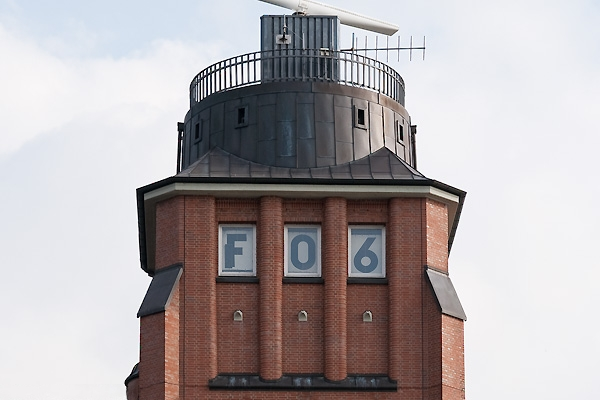
Das Foto zeigt am Seemannshöft bei auflaufendem Wasser (F) einen Pegel von 0,60 Metern über Seekartennull

Der Signal- und Beobachtungsturm hatte im Erdgeschoss einen großen Aufenthaltsraum für die Hafenlotsen, der von einer offenen Galerie umgeben ist. Aus dieser Galerie heraus hielten die Lotsen nach Schiffen Ausschau, die die Elbe heraufkamen. An die Galerie schließt sich ein kleiner, verglaster Eckraum an, der den Lotsen bei schlechtem Wetter Schutz bot. In den 1970er Jahren war ein rechteckiger Wachleiterraum an die Galerie gebaut worden, in dem die Lotseneinsätze koordiniert wurden. Der Wachleitraum war unter dem Gesichtspunkt der Gebrauchstauglichkeit gebaut worden und verunstaltete den Turm an seinem Fuß. Ein neuer, im Rahmen der Turmsanierung gebauter, größerer, runder Wachleiterraum mit flachem Kegeldach wurde formal aus der Loggia entwickelt und passt sich architektonisch an das Bauwerk an.
Im ersten Stock auf Ebene der Schlafräume befand sich ein großer Wasch- und Baderaum. Über dem ersten Stockwerk war an einem der Strebepfeiler ein Lotsenlicht angebracht. Darüber ist eine große Turmuhr mit ihrem Uhrwerk installiert. Der Einbau einer Turmuhr war bereits beim Bau des Lotsenhauses vorgesehen, eingebaut wurde sie aber erst nach der Übernahme des Gebäudes. An Stelle der Ziffern waren bereits Öffnungen im Mauerwerk freigelassen worden, die die elektrisch beleuchteten Ziffern aufnahmen. Nach dem Zweiten Weltkrieg wurde das Zifferblatt durch ein modernes ersetzt, das bis in die Gegenwart den Turm ziert. Über der Uhr zeigt ein Wasserstandsanzeiger den Pegel der Elbe am Seemannshöft weithin sichtbar an. Auf dem Dach des Turmes befindet sich eine Aussichtsplattform, auf der seit den 1960er Jahren eine Radaranlage installiert ist. Die höheren Stockwerke des Turmes verbindet eine Wendeltreppe mit dem Treppenhaus.

#### Pegelanzeige
Der Wasserstandsanzeiger im Turm des Lotsenhauses zeigt die Abweichung des Wasserstandes der Elbe vom Seekartennull (SKN) und die Gezeiten an. Angezeigt wird ein Buchstabe, „F“ für Flut (auflaufendes Wasser) und „E“ für Ebbe (ablaufendes Wasser), gefolgt von zwei Ziffern, die den Pegel in Dezimetern angeben. Schwarze Ziffern geben einen Wasserstand über Seekartennull an, ein Pegel unter Seekartennull wird mit roten Ziffern dargestellt. Das Seekartennull im Hamburger Hafen liegt 1,90 Meter unter Normalnull (NN). Bis zum Jahre 2005 bezog sich der Pegel auf das mittlere Niedrigwasser, das bis dahin das Kartennull (KN) bildete.

## Einrichtungen
In der Lotsenstation Seemannshöft sind seit dem 1. April 1977 die Einrichtungen zur Überwachung und Koordination eines sicheren und reibungslosen Schiffsverkehrs im Hamburger Hafen zusammengefasst.

### Hafenlotsen

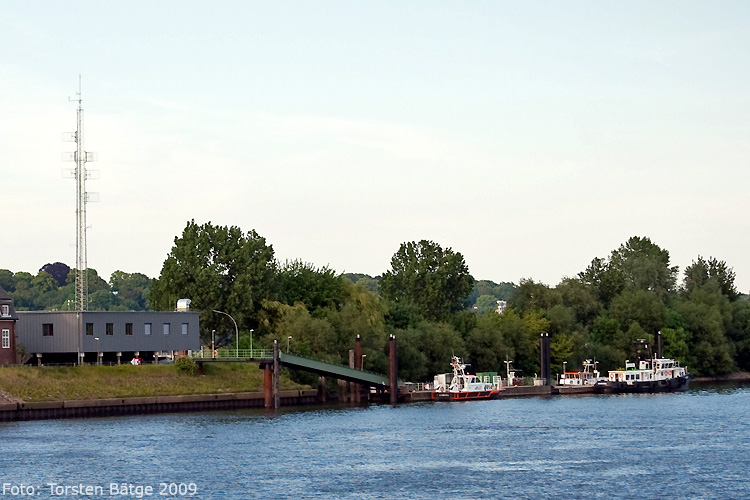
Der Anleger für die Lotsenversetzboote befindet sich im Köhlfleethafen

Die Lotsenstation ist Sitz der Hafenlotsenbrüderschaft Hamburg.
Die Lotsenstation hat für die Lotsenversetzboote eigene Anleger an der Vor- und Rückseite der Station im Köhlfleethafen.

### Schiffsmeldedienst
Der Schiffsmeldedienst Hamburg befand sich von April 1984 bis etwa 2014 in der Lotsenstation Seemannshöft.

### Nautische Zentrale

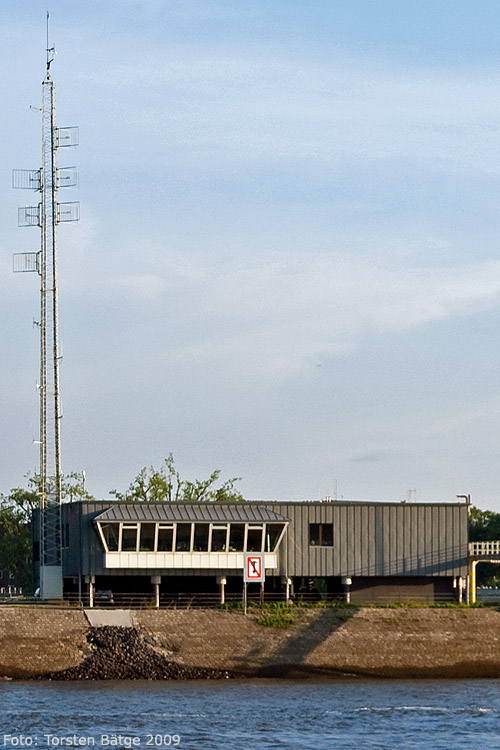
Nautische Zentrale

Die nautische Zentrale Seemannshöft ist eine Außenstelle des Oberhafenamtes. Diese Verkehrszentrale ist in einem flachen Neubau östlich neben dem Lotsenhaus untergebracht, der in der zweiten Hälfte der 1970er Jahre gebaut wurde. Ihre Mitarbeiter überwachen und steuern den gesamten Schiffsverkehr auf der Unterelbe innerhalb der Stadt Hamburg (zwischen Tinsdal und Oortkaten) und im Hafen. Flussabwärts übernimmt ab der Landesgrenze die Verkehrszentrale Brunsbüttel des Wasserstraßen- und Schifffahrtsamtes Hamburg und die Verkehrszentrale Cuxhaven des WSA Cuxhaven. Flussaufwärts ist die Revierzentrale des WSA Magdeburg zuständig.
Das Gebiet des Hamburger Hafens wird von mehreren Landradaranlagen und einer AIS-Landstation überwacht. Den Hafen anlaufende Schiffe werden ab der Position Elbe in der deutschen Bucht über eine Radarkette entlang der Elbe von der nautischen Zentrale erfasst und bis zum Liegeplatz elektronisch begleitet. Die Schiffsführer erhalten Informationen zu Verkehrswegen und Liegeplätzen und werden durch die Zentrale beraten.
Die gegenwärtige nautische Zentrale im Neubau neben dem Lotsenhaus nahm im Juni 1992 offiziell ihren Betrieb auf. Vorausgegangen war ein dreijähriger Umbau der Anlagen, dessen Kosten sich auf etwa 9,2 Millionen D-Mark beliefen. Die Radarbilder des Schiffsverkehrs werden seitdem auf einer elektronischen Seekarte zusammen mit weiteren Informationen dargestellt. Die Einrichtung eines Schiffsdaten-Verbundnetzes entlang der Elbe begann 1984. Im Juli 1984 wurde die Radarüberwachung auf ein Tageslicht-Darstellungssystem umgestellt und mit der elektronischen Speicherung und Verarbeitung von Schiffsdaten begonnen. Im folgenden Jahr wurde die Zentrale am Seemannshöft dann mit den Verkehrszentralen in Brunsbüttel und Cuxhaven vernetzt.
Seit dem 16. Februar 2009 verfügt der Hamburger Hafen über eine nautische Notzentrale, die bei Ausfall der Zentrale auf dem Seemannshöft innerhalb von dreißig Minuten deren Aufgaben übernehmen kann.
Die im Januar 2012 begonnene Erweiterung der nautischen Zentrale sowie die Modernisierung der technischen Ausstattung und Anpassung an die gewachsenen Anforderungen wurden nach über zweijähriger Bauzeit abgeschlossen. Die Wiedereröffnung des Neubaus erfolgte am 19. Juni 2014 durch die Hamburg Port Authority (HPA).

## Belege
Die Informationen dieses Artikels entstammen zum größten Teil aus
- Fritz Schumacher. Hamburger Staatsbauten 1909–1919/21. Eine denkmalpflegerische Bestandsaufnahme. Hans Christians Verlag, Hamburg 1995, ISBN 3-7672-1248-X, S. 42–47.
- Volkwin Marg, Reiner Schröder: Architektur in Hamburg seit 1900. Junius Verlag, Hamburg 1993, ISBN 3-88506-206-2, S. 69.
- Manfred F. Fischer: Fritz Schumacher, Bauten und Planungen in Hamburg: ein Stadtführer. Hans Christians Verlag, Hamburg 1994, ISBN 3-7672-1213-7, S. 83.
- Geneviève Wood: Schumachers Wacht am Strom. In: Hamburger Abendblatt, 18. März 2004.

Darüber hinaus werden folgende Einzelnachweise zitiert:
1. ↑  Denkmalschutzamt Hamburg (Hrsg.): Denkmalliste nach § 6 Absatz 1 Hamburgisches Denkmalschutzgesetz vom 5. April 2013, (HmbGVBl. S. 142) Auszug für den Bezirk Hamburg-Mitte. Stand: 1. Mai 2013. S. 245.
2. ↑  Fritz Schumacher: Stufen des Lebens. Erinnerungen eines Baumeisters. 3. Kapitel, 1. Abschnitt. Deutsche Verlags-Anstalt, Stuttgart 1935, S. 303.
3. ↑  Radarpanorama des Hamburger Hafens. Dichtes Netz für Hafen und Unterelbe / Visitenkarte des schnellen Hafens. In: Hamburger Abendblatt, 24. Oktober 1953, S. 4.
4. 1 2  Radarkette zum Wohle der internationalen Schiffahrt. Bei Nebel in Zukunft sicher durch den Hafen. In: Hamburger Abendblatt, 30. August 1962, S. 6.
5. ↑  Radarstationen bestellt. In: Hamburger Abendblatt, 20. März 1958, S. 5.
6. ↑  Erster Radarturm am Fischereihafen montiert. In: Hamburger Abendblatt, 22. Juni 1960, S. 6. Abgerufen am 17. Juni 2009.
7. ↑  Neuer Ölhafen für Hamburg. In: Hamburger Abendblatt, 4. Juni 1963, S. 16.
8. ↑  Dreizehn Meter Tiefe im Hafen für Supertanker. In: Hamburger Abendblatt, 4. November 1960, S. 1.
9. ↑  Auf der Elbe noch sicherer nach Hamburg. In: Hamburger Abendblatt, 26. März 1975. S. 34.
10. ↑  Radarstation auf Kattwyk. In: Hamburger Abendblatt, 15. November 1973, S. 5.
11. ↑  Überwachung bald lückenlos. In: Hamburger Abendblatt, 9. Oktober 1975, S. 3.
12. ↑  Hamburgs Radarzentrale nimmt Betrieb auf. Alle Hafenlotsen unter einem Dach. In: Hamburger Abendblatt, 1. April 1977, S. 36.
13. ↑  Der Briefkasten antwortet. In: Hamburger Abendblatt, 4. Dezember 1954, S. 39.
14. ↑  Neues Seekartennull. Bundesamt für Seeschifffahrt und Hydrographie, 2014.
15. ↑  Hafen-Journal. In: Hamburger Abendblatt, 26. März 1984, S. 21.
16. ↑  Wächter am Eingang zum Hafen. In: Hamburger Abendblatt, 5. September 1981, S. 10.
17. ↑  Vessel Traffic Services (VTS) Guide Germany, Anhang zu Nachrichten für Seefahrer 31, 5. August 2016, ISBN 978-3-86987-722-8.
18. ↑  Austauschseiten zum VTS Guide Germany 2016, Nachrichten für Seefahrer 47/2017.
19. ↑  Seeschifffahrt: Meldevorschriften für Seeschiffe, Hamburg Port Authority, abgerufen am 2. August 2018.
20. 1 2  Handbuch Binnenschifffahrtsfunk, Regionaler Teil Deutschland. (PDF) In: Wasserstraßen- und Schifffahrtsverwaltung des Bundes. Fachstelle der WSV für Verkehrstechniken, S. 50ff, abgerufen am 29. April 2021.
21. ↑  Verkehrszentrale Brunsbüttel, Wasserstraßen- und Schifffahrtsamt Hamburg, abgerufen am 9. Juli 2018.
22. ↑  Verkehrszentrale, Wasserstraßen- und Schifffahrtsamt Cuxhaven, abgerufen am 9. Juli 2018.
23. ↑  Sicherheit am Schiff... Magdeburger wachen über deutsche Wasserwege, Volksstimme, 4. Januar 2014.
24. 1 2  Hamburg Port Authority (Hrsg.): Oberhafenamt. Abgerufen am 1. Januar 2012.
25. 1 2  Der Hafen wird sicherer. In: Hamburger Abendblatt, 22. September 1984, S. 10.
26. ↑  Mehr Sicherheit im Hafen: Radar in Farbe. In: Hamburger Abendblatt, 29. Mai 1992, S. 10.
27. ↑  Hamburg Port Authority (Hrsg.): Schiffe landen auch im Notfall sicher im Hamburger Hafen. Pressemeldung 16. Februar 2009.
28. ↑  Hamburger Port Authority – Neue Nautische Zentrale im Hamburger Hafen eröffnet.  Hamburger Abendblatt, 14. September 2014

Koordinaten: 53° 32′ 23,6″ N, 9° 52′ 44,9″ O